# سو جونغ كيم
سو جونغ كيم (بالإنجليزية: So Yong Kim)‏ هي مخرجة أمريكية، ولدت في 1968 في بوسان في كوريا الجنوبية.

## وصلات خارجية
- سو جونغ كيم على موقع IMDb (الإنجليزية)
- سو جونغ كيم على موقع ألو سيني (الفرنسية)
- سو جونغ كيم على موقع أول موفي (الإنجليزية)
- سو جونغ كيم على موقع قاعدة بيانات الفيلم (الإنجليزية)
- سو جونغ كيم على موقع كينوبويسك (الروسية)